# Перозелу
Перозелу (порт. Perozelo)  —  район (фрегезия) в Португалии,  входит в округ Порту. Является составной частью муниципалитета  Пенафиел. По старому административному делению входил в провинцию Дору-Литорал. Входит в экономико-статистический  субрегион Тамега, который входит в Северный регион. Население составляет 1366 человек на 2001 год. Занимает площадь 4,92 км².